# Pagurus pollicaris
Pagurus pollicaris — вид ракоподібних родини Paguridae.

## Поширення
Вид поширений уздовж атлантичного узбережжя Північної Америки від Нью-Брансвіка до Мексиканської затоки. Мешкає в узбережних водах на глибині від 0 до 200 м.

## Спосіб життя
Живе у раковинах черевоногих молюсків. Живиться водоростями та органічними рештками. Раковину часто ділить з коменсальним хробаком Stylochus ellipticus.